# Steven Bergwijn
Steven Bergwijn (Amsterdam, 8 oktober 1997) is een Nederlandse voetballer die doorgaans als linksbuiten speelt. Hij tekende in september 2024 een contract bij het Saudische Al-Ittihad dat circa 21 miljoen euro voor hem betaalde aan Ajax. Bergwijn debuteerde in 2018 in het Nederlands voetbalelftal.

## Jeugd
Bergwijn is geboren in Amsterdam, maar groeide op in Almere. Hij heeft een jongere broer. Zijn vader was destijds assistent-trainer bij amateurvoetbalclub ASC Waterwijk.

## Clubcarrière

### PSV

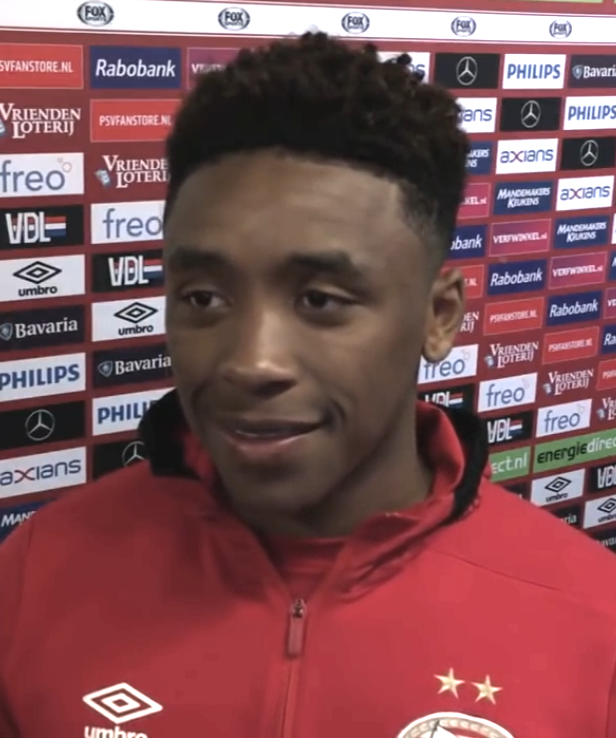
Bergwijn met PSV in 2017

Bergwijn begon met voetballen bij ASC Waterwijk. Vandaaruit werd hij opgenomen in de jeugdopleiding van Ajax, die hij in 2011 verruilde voor die van PSV. Bergwijn debuteerde op 9 augustus 2014 in het betaald voetbal toen hij het met Jong PSV opnam tegen Achilles '29, een met 2–0 gewonnen wedstrijd in de Eerste divisie. Hij viel die dag in de tweede helft in. Hij maakte op 24 oktober 2014 zijn eerste goal in het betaald voetbal. Hij zorgde die dag in de 84ste minuut voor de 1–1 voor Jong PSV in een competitiewedstrijd uit bij Jong Ajax, tevens de eindstand.
Bergwijn debuteerde op 29 oktober 2014 in het eerste elftal van PSV. Tijdens een wedstrijd om de KNVB beker uit bij Almere City, viel hij in de 81ste minuut in. Vijf minuten later gaf hij met een steekbal de assist waarmee Georginio Wijnaldum de 1–5 binnenschoot, tevens de eindstand. Bergwijns competitiedebuut in de hoofdmacht van PSV volgde op zondag 10 mei 2015. Hij viel die dag in de 79ste minuut in tijdens een thuiswedstrijd tegen Heracles Almelo.
Na de winterstop van het seizoen 2014/15 hevelde PSV Bergwijn over van de A-junioren naar de hoofdselectie, als gevolg van een blessure aan een kruisband van Jozefzoon. In augustus 2015 werd hij definitief lid van de selectie van het eerste elftal. Twee maanden later verlengde hij zijn contract bij PSV tot medio 2020. Bergwijn debuteerde op 8 december 2015 in de UEFA Champions League. Tijdens een door PSV met 2–1 gewonnen thuiswedstrijd tegen CSKA Moskou verving hij die dag in de 85ste minuut Gastón Pereiro. Diezelfde minuut raakte hij een bal met zijn borst die hierdoor zo uitkwam bij Davy Pröpper dat die het winnende doelpunt kon inschieten.
Bergwijn werd op 8 mei 2016 voor de tweede keer op rij landskampioen met PSV. De club begon aan de laatste speelronde van het seizoen met evenveel punten als Ajax, maar met een doelsaldo dat zes doelpunten minder was. PSV won die dag vervolgens met 1–3 uit bij PEC Zwolle, terwijl Ajax uit bij De Graafschap met 1–1 gelijkspeelde. Hij deed zelf vijf competitiewedstrijden mee dit seizoen. Bergwijn verlengde in juli 2016 opnieuw zijn contract bij PSV, deze keer tot medio 2021. Hij begon op 6 augustus 2016 voor het eerst een competitiewedstrijd in de basis, uit tegen FC Utrecht. Veertien dagen later maakte Bergwijn voor het eerst een officieel doelpunt voor het eerste team van PSV. Die dag schoot hij in de 89e minuut de 0–4 binnen tijdens een met diezelfde cijfers gewonnen competitiewedstrijd uit bij PEC Zwolle.
Bergwijn groeide in het seizoen 2017/18 uit tot basisspeler bij PSV, als linksbuiten. Hij werd dat jaar voor de derde keer landskampioen met de club. In de met 3–0 gewonnen kampioenswedstrijd thuis tegen Ajax schoot hij zelf het laatste doelpunt binnen. Hij scoorde dat seizoen ook onder meer uit tegen Feyenoord (1–3 winst) en allebei de doelpunten tijdens een 1–2 overwinning uit bij Sparta Rotterdam. Hij bleef ook basisspeler onder Mark van Bommel, die in juni 2018 Phillip Cocu opvolgde als coach van PSV. Met veertien doelpunten en twaalf assists in de competitie gedurende het seizoen 2018/19, verdubbelde hij dat jaar allebei zijn statistieken op dat vlak bijna. Ook scoorde hij voor het eerst in Europees verband, op 29 augustus 2018 tijdens een met 3–0 gewonnen wedstrijd in de voorronde van de UEFA Champions League, thuis tegen BATE Borisov. Na het vertrek van Luuk de Jong gebruikte Van Bommel Bergwijn in het seizoen 2019/20 vaker centraal in de aanval, in plaats van vanaf de vleugel.

### Tottenham Hotspur
Bergwijn tekende in januari 2020 een contract tot medio 2025 bij Tottenham Hotspur, dat € 30 miljoen voor hem betaalde aan PSV. Dit kon nog verder oplopen door bonussen. Hij maakte op 2 februari 2020 zijn debuut voor de Engelse club, in een met 2–0 gewonnen competitiewedstrijd thuis tegen Manchester City. Coach José Mourinho gaf hem meteen een basisplaats. Bergwijn maakte in de 63e minuut het openingsdoelpunt. Hij behield zijn basisplaats ook in de volgende wedstrijden. Bergwijn liep op 7 maart 2020 in een competitiewedstrijd uit bij Burnley een enkelblessure op.
In seizoen 2020/21 scoorde Bergwijn lange tijd niet en kreeg hij vanaf februari minder speeltijd. Pas op 19 mei scoorde hij zijn eerste goal in de competitie.
In seizoen 2021/22 had hij vooral een rol als invaller.

### Ajax
Op 8 juli 2022 tekende Bergwijn een vijfjarig contract bij Ajax, dat circa € 31,25 miljoen voor hem betaalde aan Tottenham Hotspur. Hiermee werd hij de duurste Eredivisie-aankoop aller tijden. Op 31 juli 2022 maakte hij zijn debuut voor Ajax, in de wedstrijd om de Johan Cruijff Schaal tegen zijn oude club PSV. Alfred Schreuder gaf hem direct een basisplaats en Bergwijn beloonde dit door in de vijftiende minuut het openingsdoelpunt te maken. De wedstrijd werd uiteindelijk verloren met 3–5, waardoor hij naast zijn eerste prijs greep met Ajax. Twee weken later op 14 augustus 2022 scoorde Bergwijn zijn eerste hattrick in de Eredivisie in de wedstrijd tegen FC Groningen. In eerste instantie verdrong Bergwijn Dušan Tadić van de linksbuitenpositie naar de rechtsbuitenpositie, maar later speelde Bergwijn - tegen zijn zin - soms ook rechtsbuiten en Tadic weer linksbuiten. Na een goede start raakte hij geruime tijd uit vorm.
Aan het begin van seizoen 2023/24 werd hij de nieuwe aanvoerder van Ajax. Verlost van de concurrentie van Dušan Tadić speelde hij op zijn favoriete linksbuitenpositie. Met het gehele team maakte hij een -voor Ajax begrippen- zeer slecht seizoen door.

### Al-Ittihad
Aan het begin van het seizoen 2024/25 verkocht Ajax Bergwijn voor een bedrag van ruim 21 miljoen aan Al-Ittihad in Saoedi-Arabië. Bergwijn pakte in zijn eerste seizoen in Saoedi-Arabië de dubbel.

## Clubstatistieken

### Beloften
| Seizoen | Club     | Competitie     | Competitie | Competitie | Beker | Beker | Totaal | Totaal |
| Seizoen | Club     | Competitie     | Wed.       | Dlp.       | Wed.  | Dlp.  | Wed.   | Dlp.   |
| ------- | -------- | -------------- | ---------- | ---------- | ----- | ----- | ------ | ------ |
| 2014/15 | Jong PSV | Eerste divisie | 7          | 3          | 0     | 0     | 7      | 3      |
| 2015/16 | Jong PSV | Eerste divisie | 20         | 9          | 0     | 0     | 20     | 9      |
| 2016/17 | Jong PSV | Eerste divisie | 4          | 2          | 0     | 0     | 4      | 2      |
| Totaal  | Totaal   | Totaal         | 31         | 14         | 0     | 0     | 31     | 14     |

Bijgewerkt t/m 17 april 2017.

### Senioren
| Seizoen    | Club              | Competitie     | Competitie | Competitie | Beker | Beker | Internationaal | Internationaal | Overig | Overig | Totaal | Totaal |
| Seizoen    | Club              | Competitie     | Wed.       | Dlp.       | Wed.  | Dlp.  | Wed.           | Dlp.           | Wed.   | Dlp.   | Wed.   | Dlp.   |
| ---------- | ----------------- | -------------- | ---------- | ---------- | ----- | ----- | -------------- | -------------- | ------ | ------ | ------ | ------ |
| 2014/15    | PSV               | Eredivisie     | 1          | 0          | 1     | 0     | 0              | 0              | 0      | 0      | 2      | 0      |
| 2015/16    | PSV               | Eredivisie     | 5          | 0          | 2     | 0     | 1              | 0              | 0      | 0      | 8      | 0      |
| 2016/17    | PSV               | Eredivisie     | 25         | 2          | 2     | 0     | 6              | 0              | 0      | 0      | 33     | 2      |
| 2017/18    | PSV               | Eredivisie     | 32         | 8          | 2     | 0     | 2              | 0              | 0      | 0      | 36     | 8      |
| 2018/19    | PSV               | Eredivisie     | 33         | 14         | 0     | 0     | 7              | 1              | 1      | 0      | 41     | 15     |
| 2019/20    | PSV               | Eredivisie     | 16         | 5          | 2     | 0     | 10             | 1              | 1      | 0      | 29     | 6      |
| Clubtotaal | Clubtotaal        | Clubtotaal     | 112        | 29         | 9     | 0     | 26             | 2              | 2      | 0      | 149    | 31     |
| 2019/20    | Tottenham Hotspur | Premier League | 14         | 3          | 1     | 0     | 1              | 0              | 0      | 0      | 16     | 3      |
| 2020/21    | Tottenham Hotspur | Premier League | 21         | 1          | 3     | 0     | 11             | 0              | 0      | 0      | 35     | 1      |
| 2021/22    | Tottenham Hotspur | Premier League | 25         | 3          | 4     | 1     | 3              | 0              | 0      | 0      | 32     | 4      |
| Clubtotaal | Clubtotaal        | Clubtotaal     | 60         | 7          | 7     | 1     | 15             | 0              | 0      | 0      | 83     | 8      |
| 2022/23    | Ajax              | Eredivisie     | 32         | 12         | 4     | 1     | 8              | 2              | 1      | 1      | 45     | 16     |
| 2023/24    | Ajax              | Eredivisie     | 24         | 12         | 0     | 0     | 7              | 1              | 0      | 0      | 31     | 13     |
| 2024/25    | Ajax              | Eredivisie     | 1          | 0          | 0     | 0     | 3              | 0              | 0      | 0      | 0      | 0      |
| Clubtotaal | Clubtotaal        | Clubtotaal     | 57         | 24         | 4     | 1     | 18             | 3              | 1      | 1      | 76     | 29     |
| Totaal     | Totaal            | Totaal         | 229        | 60         | 21    | 2     | 59             | 5              | 3      | 1      | 308    | 68     |

Bijgewerkt t/m 30 mei 2024.

## Interlandcarrière
Bergwijn speelde vijftien wedstrijden voor Nederland –17 waarin hij acht keer scoorde. Hij debuteerde op 5 september 2014 in Nederland –19. Daarmee nam hij in juli 2016 deel aan het EK –19. Bergwijn scoorde hierop twee keer in de met 3–1 gewonnen wedstrijd tegen Kroatië –19. Doordat zijn ploeggenoten en hij daarna verloren van zowel Engeland –19 als de latere toernooiwinnaar Frankrijk –19, plaatsten ze zich niet voor de halve finale. Bergwijn debuteerde op 6 oktober 2016 in Jong Oranje. Hij viel die dag in de 58e minuut in voor Vincent Vermeij tijdens een kwalificatiewedstrijd voor het EK –21 in 2017, thuis tegen Jong Turkije (0–0). Bergwijn scoorde vijf dagen later twee keer tijdens de met 1–4 gewonnen afsluitende kwalificatiewedstrijd uit tegen Jong Cyprus. Jong Oranje eindigde als tweede in de poule en plaatste zich daarmee niet voor het eindtoernooi.
Bergwijn debuteerde op 13 oktober 2018 in het Nederlands voetbalelftal. Hij was die dag basisspeler tijdens een met 3–0 gewonnen interland tegen Duitsland in het kader van de UEFA Nations League. Hij speelde ook het vervolg van dit toernooi, tegen Frankrijk, Engeland en in de finale tegen Portugal.
Bergwijn kreeg in 2019 speeltijd in vier van de acht kwalificatiewedstrijden voor het EK 2020. Op 4 september 2020 scoorde hij zijn eerste interlanddoelpunt voor Oranje tegen Polen tijdens een 1–0 gewonnen wedstrijd in de Nations League. Doordat Bergwijn in de eerste helft van 2021 weinig speeltijd kreeg bij zijn club, werd hij niet geselecteerd voor het in 2021 gespeelde EK.
In de eerste helft van 2022 was hij, ondanks zijn reserverol bij zijn club, wel belangrijk voor het Nederlands elftal. In november 2022 werd bekend dat hij behoorde tot de selectie voor het WK 2022. In de twee eerste wedstrijden van dit WK stond hij zonder veel succes in de basis, waarna hij tijdens de derde en vierde wedstrijd buiten het elftal bleef. In de kwartfinale tegen Argentinië keerde hij terug in de basis.
Bergwijn nam deel aan het EK 2024, en speelde tijdens dit toernooi twee keer 45 minuten. Nederland overleefde een groep met Polen, Frankrijk en Oostenrijk en schakelde vervolgens Roemenië en Turkije uit, voordat het in de halve finales met 2–1 verloor van Engeland. Na dit toernooi ging Bergwijn in Saoedi-Arabië spelen, waarna bondscoach Ronald Koeman aangaf Bergwijn niet meer te zullen selecteren.
| Interlands van Steven Bergwijn voor Nederland | Interlands van Steven Bergwijn voor Nederland | Interlands van Steven Bergwijn voor Nederland | Interlands van Steven Bergwijn voor Nederland | Interlands van Steven Bergwijn voor Nederland | Interlands van Steven Bergwijn voor Nederland |
| №                                             | Datum                                         | Wedstrijd                                     | Uitslag                                       | Soort wedstrijd                               | Goals                                         |
| --------------------------------------------- | --------------------------------------------- | --------------------------------------------- | --------------------------------------------- | --------------------------------------------- | --------------------------------------------- |
|                                               |                                               |                                               |                                               |                                               |                                               |
| Als speler van PSV                            |                                               |                                               |                                               |                                               |                                               |
| 1.                                            | 13 oktober 2018                               | Nederland – Duitsland                         | 3 – 0                                         | Nations League 2018/19                        |                                               |
| 2.                                            | 16 oktober 2018                               | België – Nederland                            | 1 – 1                                         | Vriendschappelijk                             |                                               |
| 3.                                            | 16 november 2018                              | Nederland – Frankrijk                         | 2 – 0                                         | Nations League 2018/19                        |                                               |
| 4.                                            | 21 maart 2019                                 | Nederland – Wit-Rusland                       | 4 – 0                                         | Kwalificatie EK 2020                          |                                               |
| 5.                                            | 24 maart 2019                                 | Nederland – Duitsland                         | 2 – 3                                         | Kwalificatie EK 2020                          |                                               |
| 6.                                            | 6 juni 2019                                   | Nederland – Engeland                          | 3 – 1                                         | Nations League 2018/19                        |                                               |
| 7.                                            | 9 juni 2019                                   | Portugal – Nederland                          | 1 – 0                                         | Nations League 2018/19                        |                                               |
| 8.                                            | 10 oktober 2019                               | Nederland – Noord-Ierland                     | 3 – 1                                         | Kwalificatie EK 2020                          |                                               |
| 9.                                            | 13 oktober 2019                               | Wit-Rusland – Nederland                       | 1 – 2                                         | Kwalificatie EK 2020                          |                                               |
| Als speler van Tottenham Hotspur              | Als speler van Tottenham Hotspur              | Als speler van Tottenham Hotspur              | Als speler van Tottenham Hotspur              | Als speler van Tottenham Hotspur              | 6                                             |
| 10.                                           | 4 september 2020                              | Nederland – Polen                             | 1 – 0                                         | Nations League 2020/21                        | 61'                                           |
| 11.                                           | 7 september 2020                              | Nederland – Italië                            | 0 – 1                                         | Nations League 2020/21                        |                                               |
| 12.                                           | 27 maart 2021                                 | Nederland – Letland                           | 2 – 0                                         | Kwalificatie WK 2022                          |                                               |
| 13.                                           | 4 september 2021                              | Nederland – Montenegro                        | 4 – 0                                         | Kwalificatie WK 2022                          |                                               |
| 14.                                           | 7 september 2021                              | Nederland – Turkije                           | 6 – 1                                         | Kwalificatie WK 2022                          |                                               |
| 15.                                           | 13 november 2021                              | Montenegro – Nederland                        | 2 – 2                                         | Kwalificatie WK 2022                          |                                               |
| 16.                                           | 16 november 2021                              | Nederland – Noorwegen                         | 2 – 0                                         | Kwalificatie WK 2022                          | 85'                                           |
| 17.                                           | 26 maart 2022                                 | Nederland – Denemarken                        | 4 – 2                                         | Vriendschappelijk                             | 16' 71'                                       |
| 18.                                           | 29 maart 2022                                 | Nederland – Duitsland                         | 1 – 1                                         | Vriendschappelijk                             | 68'                                           |
| 19.                                           | 3 juni 2022                                   | België – Nederland                            | 1 – 4                                         | Nations League 2022/23                        | 40'                                           |
| 20.                                           | 8 juni 2022                                   | Wales – Nederland                             | 1 – 2                                         | Nations League 2022/23                        |                                               |
| 21.                                           | 11 juni 2022                                  | Nederland – Polen                             | 2 – 2                                         | Nations League 2022/23                        |                                               |
| 22.                                           | 14 juni 2022                                  | Nederland – Wales                             | 3 – 2                                         | Nations League 2022/23                        |                                               |
| Als speler van Ajax                           | Als speler van Ajax                           | Als speler van Ajax                           | Als speler van Ajax                           | Als speler van Ajax                           | 2                                             |
| 23.                                           | 22 september 2022                             | Polen – Nederland                             | 0 – 2                                         | Nations League 2022/23                        | 60'                                           |
| 24.                                           | 25 september 2022                             | Nederland – België                            | 1 – 0                                         | Nations League 2022/23                        |                                               |
| 25.                                           | 21 november 2022                              | Senegal – Nederland                           | 0 – 2                                         | WK 2022                                       |                                               |
| 26.                                           | 25 november 2022                              | Nederland – Ecuador                           | 1 – 1                                         | WK 2022                                       |                                               |
| 27.                                           | 3 december 2022                               | Nederland – Verenigde Staten                  | 3 – 1                                         | WK 2022                                       |                                               |
| 28.                                           | 9 december 2022                               | Nederland – Argentinië                        | 2-2 (3-4)                                     | WK 2022                                       |                                               |
| 29.                                           | 14 juni 2023                                  | Nederland – Kroatië                           | 2 – 4                                         | Nations League 2022/23                        |                                               |
| 30.                                           | 18 juni 2023                                  | Nederland – Italië                            | 2 – 3                                         | Nations League 2022/23                        | 68'                                           |
| 31.                                           | 13 oktober 2023                               | Nederland – Frankrijk                         | 1 – 2                                         | Kwalificatie EK 2024                          |                                               |
| 32.                                           | 16 oktober 2023                               | Griekenland – Nederland                       | 0 – 1                                         | Kwalificatie EK 2024                          |                                               |
| 33.                                           | 6 juni 2024                                   | Nederland – Canada                            | 4 – 0                                         | Vriendschappelijk                             |                                               |
| 34.                                           | 2 juli 2024                                   | Roemenië – Nederland                          | 0 – 3                                         | EK 2024                                       |                                               |
| 35.                                           | 6 juli 2024                                   | Nederland – Turkije                           | 2 – 1                                         | EK 2024                                       |                                               |

## Erelijst
| Competitie           | Aantal | Jaren                     |
| PSV                  | PSV    | PSV                       |
| -------------------- | ------ | ------------------------- |
| Johan Cruijff Schaal | 2x     | 2015, 2016                |
| Eredivisie           | 3x     | 2014/15, 2015/16, 2017/18 |

| Competitie          | Winnaar            | Winnaar            | Tweede             | Tweede             | Derde              | Derde              |
| Competitie          | Aantal             | Jaren              | Aantal             | Jaren              | Aantal             | Jaren              |
| Nederland onder 17  | Nederland onder 17 | Nederland onder 17 | Nederland onder 17 | Nederland onder 17 | Nederland onder 17 | Nederland onder 17 |
| ------------------- | ------------------ | ------------------ | ------------------ | ------------------ | ------------------ | ------------------ |
| UEFA EK onder 17    | -                  | -                  | 1x                 | 2014               | -                  | -                  |
| Nederland           |                    |                    |                    |                    |                    |                    |
| UEFA Nations League | -                  | -                  | 1x                 | 2018/19            | -                  | -                  |

Individueel
| Prijs                  | Aantal | Jaren |
| ---------------------- | ------ | ----- |
| Internationaal         |        |       |
| UEFA EK –17 Gouden Bal | 1x     | 2014  |

## Privé
Bergwijn heeft een relatie met Sem Smit met wie hij twee kinderen heeft. Bergwijn heeft ook een kind uit een eerdere relatie.